# David Burns (baloncestista)
David Earl Burns (Dallas, Texas, 3 de julio de 1958) es un exjugador de baloncesto estadounidense que disputó una temporada en la NBA. Con 1,88 metros de estatura, jugaba en la posición de base.

## Trayectoria deportiva

### Universidad
Tras pasar dos años en el Junior College de Navarro, jugó durante dos temporadas con los Billikens de la Universidad de St. Louis, en las que promedió 19,4 puntos, 4,5 rebotes y 4,2 asistencias por partido. En su última temporada fue elegido Jugador del Año de la Metro Conference e incluido en el mejor quinteto de la conferencia.

### Profesional
Fue elegido en la cuadragésimo novena posición del Draft de la NBA de 1981 por New Jersey Nets, pero tras disputar 3 partidos en los que promedió 2,7 puntos y 1,3 asistencias, fue despedido, fichando dos semanas después con los Denver Nuggets como agente libre, con los que encadenó dos contratos de 10 días, jugando 6 partidos en los que promedió 2,7 puntos y 1,8 asistencias.

## Estadísticas de su carrera en la NBA

### Temporada regular
| Temporada | Edad | Equipo          | Liga | P | TIT | MIN  | TC  | TCA | %TC  | 3P  | 3PA | %3P | TL  | TLA | %TL  | R.OF. | R.DEF. | REB | ASIS | ROB | TAP | PER | FP  | PTS |
| 1981-82   | 23   | TOTAL           | NBA  | 9 | 1   | 9.7  | 0.8 | 1.8 | .438 | 0.0 | 0.0 |     | 1.0 | 1.7 | .600 | 0.1   | 0.4    | 0.6 | 1.7  | 0.3 | 0.0 | 1.4 | 1.9 | 2.6 |
| 1981-82   | 23   | New Jersey Nets | NBA  | 3 | 0   | 11.3 | 0.7 | 1.7 | .400 | 0.0 | 0.0 |     | 1.0 | 2.0 | .500 | 0.0   | 0.7    | 0.7 | 1.3  | 0.3 | 0.0 | 1.7 | 1.3 | 2.3 |
| 1981-82   | 23   | Denver Nuggets  | NBA  | 6 | 1   | 8.8  | 0.8 | 1.8 | .455 | 0.0 | 0.0 |     | 1.0 | 1.5 | .667 | 0.2   | 0.3    | 0.5 | 1.8  | 0.3 | 0.0 | 1.3 | 2.2 | 2.7 |
| Total     |      |                 | NBA  | 9 | 1   | 9.7  | 0.8 | 1.8 | .438 | 0.0 | 0.0 |     | 1.0 | 1.7 | .600 | 0.1   | 0.4    | 0.6 | 1.7  | 0.3 | 0.0 | 1.4 | 1.9 | 2.6 |